# Pogoro-Silmimossi
Pour les articles homonymes, voir Pogoro.
Ne doit pas être confondu avec Pogoro-Mossi.
Pogoro-Silmimossi, également orthographié Pogoro-Silmi-Mossi, est une localité située dans le département de Koumbri de la province du Yatenga dans la région Nord au Burkina Faso.

## Santé et éducation
Le centre de soins le plus proche de Pogoro-Silmimossi est le centre de santé et de promotion sociale (CSPS) de Koumbri – il existe toutefois un dispensaire à Pogoro-Mossi – tandis que le centre hospitalier régional (CHR) se trouve à Ouahigouya.
Le village possède une école primaire publique.